# Kremžská hořčice
Kremžská hořčice je druh hořčice původem z rakouského města Kremže (německy Krems an der Donau). Vyrábí se z hrubě mletých žlutých a hnědých hořčičných semínek, cukru, soli, nezkvašeného vinného moštu a vinného octa. Někdy se přidává i směs koření.

## Historie

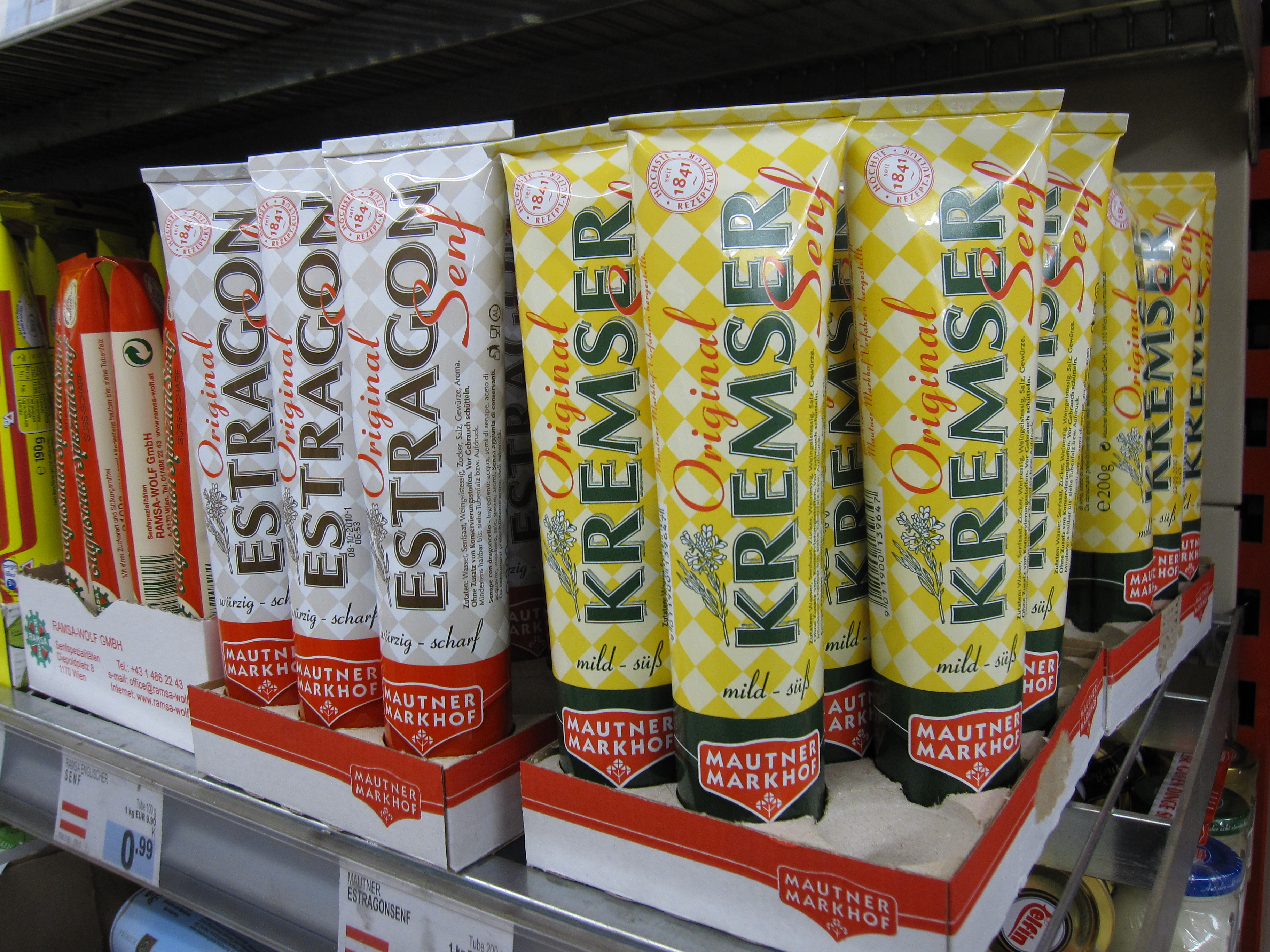
Rakouská kremžská hořčice

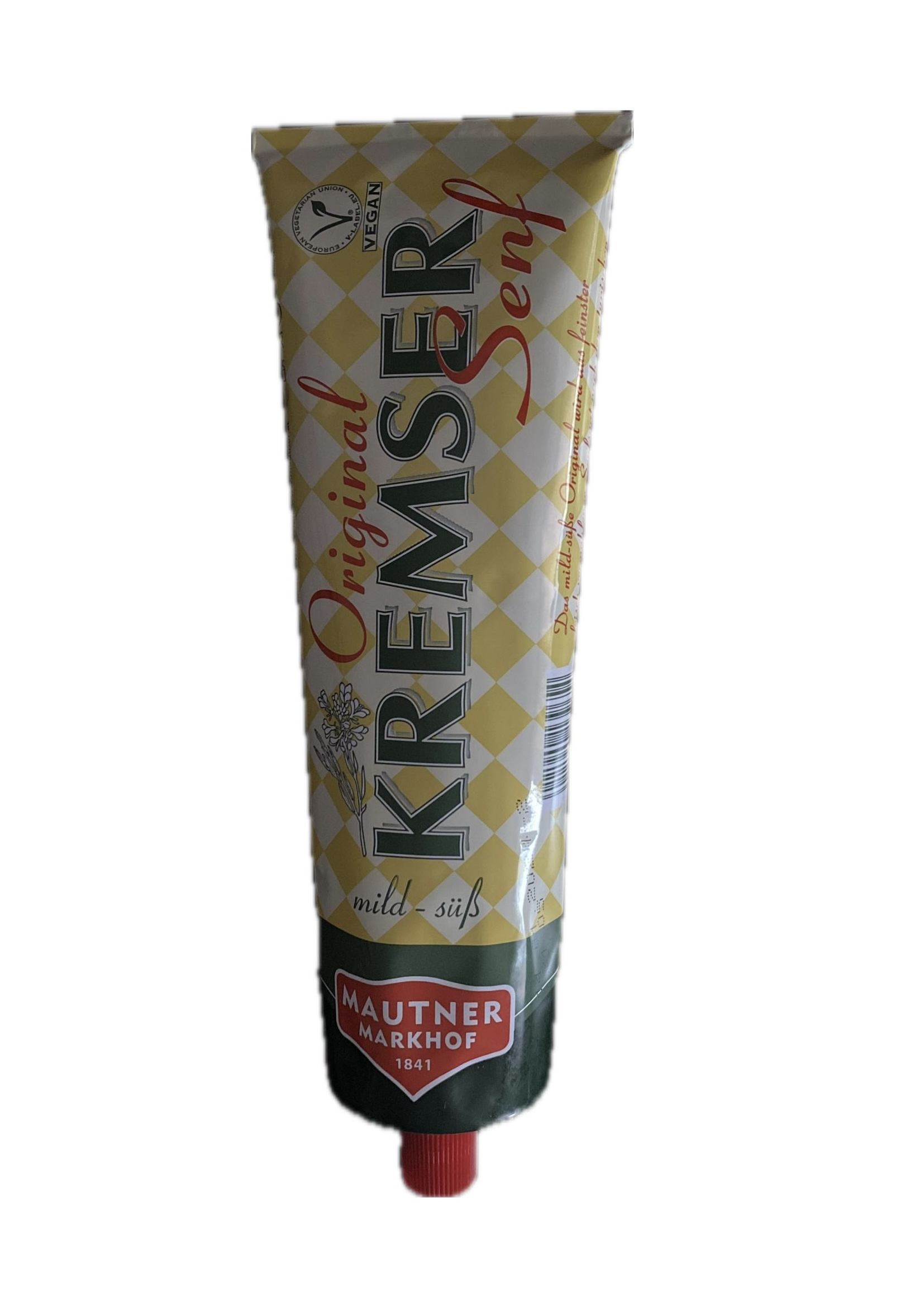
Originální rakouská kremžská hořčice

Kremžská hořčice vznikla v Rakousku zhruba před 500 lety. V té době byl citován římský král a císař Maxmilián I. Habsburský (německy Kaiser Maxmillian I.), který během návštěvy města Kremže prohlásil, že mu zdejší hořčice chutná více než francouzská. Výroba prý vznikla ze situace, že vinaři měli moc přebytku vinného moštu a chtěli ho využít jiným způsobem. A tak ho přidávali jako náhražku octa při výrobě zdejší hořčice.
V 18. století byla v naučném lexikonu v městečku Offenbach ve Štýrsku, taktéž zmiňovaná vynikající pověst této hořčice. V té době se hořčice vyráběla v sedmi továrnách ve městě. 
V polovině 19. století zde byl pouze jeden výrobce. V roce 1819 založili bratři Hietzgernové ve městě Kremže obchodní společnost Gebrüder Hietzgern a v roce 1851 začala jejich místní továrna produkovat kremžskou hořčici. V roce 1862 hořčice získala ocenění na londýnské světové výstavě a stala se exportním hitem habsburské monarchie.
S první světovou válkou byla ekonomická situace firmy stále obtížnější. Ve druhé světové válce bylo zásobováno především vojsko Wehrmachtu.
V poválečném období společnosti vyrostla konkurence a v roce 1967 firma zanikla.

## Složení
Přibarvená kremžská hořčice má žlutohnědou barvu a nepřibarvená má šedohnědou barvu. V hořčici jsou viditelná hrubě namletá hořčičná semínka. Hořčice má vyšší obsah cukru. V Rakousku bývá hovorově označována jako sladká hořčice (německy Süßer Senf). Složení kremžské hořčice je z vody, hořčičných semínek, vinného octa, cukru, soli a směsi koření.

## Současnost
V dnešní době se kremžská hořčice pod tímto označením vyrábí v České republice, na Slovensku a v Rakousku. Originální receptura a název kremžská hořčice (německy Kremser Senf) je dnes značkou rakouské společnosti Mautner Markhof Feinkost a vyrábí se podle původních starých receptur ve Vídni. Hořčice pod tímto názvem a stejnou příchutí vyrábějí ale i jiné společnosti.